# 고질라 - 고질라X모스라X메카고질라 도쿄 SOS
고질라 - 고질라X모스라X메카고질라 도쿄 SOS(ゴジラ×モスラ×メカゴジラ 東京SOS, Godzilla: Tokyo S.O.S.)는 일본에서 제작된 테즈카 마사아키 감독의 2003년 액션, 판타지, SF, 스릴러 영화이다. 카네코 노보루 등이 주연으로 출연하였다.

## 출연

### 주연
- 카네코 노보루
- 요시오카 미호

### 조연
- 오니즈카 카츠야
- 나가사와 마사미
- 오오츠카 치히로
- 다카스기 코오
- 코이즈미 히로시
- 나카오 아키라
- 우에다 코이치